# Holstein-Warmzeit
| ❮ | System        | Serie      | Stufe        | ≈ Alter (mya) |
| - | ------------- | ---------- | ------------ | ------------- |
| ❮ | Q u a r t ä r | Holozän    | Meghalayum   | 0 ⬍ 0,004     |
| ❮ | Q u a r t ä r | Holozän    | Nordgrippium | 0,004 ⬍ 0,008 |
| ❮ | Q u a r t ä r | Holozän    | Grönlandium  | 0,008 ⬍ 0,012 |
| ❮ | Q u a r t ä r | Pleistozän | Tarantium    | 0,012 ⬍ 0,126 |
| ❮ | Q u a r t ä r | Pleistozän | Chibanium    | 0,126 ⬍ 0,781 |
| ❮ | Q u a r t ä r | Pleistozän | Calabrium    | 0,781 ⬍ 1,806 |
| ❮ | Q u a r t ä r | Pleistozän | Gelasium     | 1,806 ⬍ 2,588 |
| ❮ | früher        | früher     | früher       | älter         |

Die Holstein-Warmzeit, oder Holstein-Interglazial, im Alpenraum Mindel-Riß-Interglazial, ist die vorletzte große Warmzeit (Interglazial) vor der Eem-Warmzeit und der heutigen Warmzeit, dem Holozän. Innerhalb des Eiszeitalters (Pleistozän) liegt sie im Abschnitt des Mittelpleistozäns.

## Definition
Das Holstein-Interglazial ist durch marine Sedimentation definiert. An der Schichtenfolge der Sievertschen Ziegeleitongrube in Hamburg-Hummelsbüttel lässt sich die Entwicklung von der Elsterkaltzeit (Lauenburger Ton) über die beginnende Warmzeit (Süßwasserablagerungen) bis zur Überflutung durch das Holstein-Meer (Cardien-Sande) nachvollziehen.

## Altersbestimmung
Das genaue Alter der Holsteinwarmzeit wird bis heute kontrovers diskutiert. In der international gebräuchlichen Gliederung, die auf Sauerstoff-Isotopenstufen (engl.: Oxygen Isotope Stage = OIS) basiert, wird von einem Teil der Quartärgeologen nach wie vor die Sauerstoff-Isotopenstufe (OIS) 11 favorisiert, während OIS-Stufe 7 aktuell kaum noch vertreten wird. Die in den letzten 10 Jahren verbesserten Methoden der Altersbestimmung, insbesondere die Uran-Thorium-Datierung sowie die Radiofluoreszenz als neue Methode der Thermolumineszenzdatierung lassen für Mitteleuropa die Sauerstoff-Isotopenstufe 9.3 am wahrscheinlichsten werden. Das Holstein-Interglazial begann demnach vor ca. 320.000 und endete vor ca. 300.000 Jahren. Es folgte auf die Elsterkaltzeit. Die Holstein-Warmzeit wurde von der Saalekaltzeit abgelöst und korreliert wahrscheinlich mit dem Mindel-Riß-Interglazial im Alpenraum.

## Vegetation

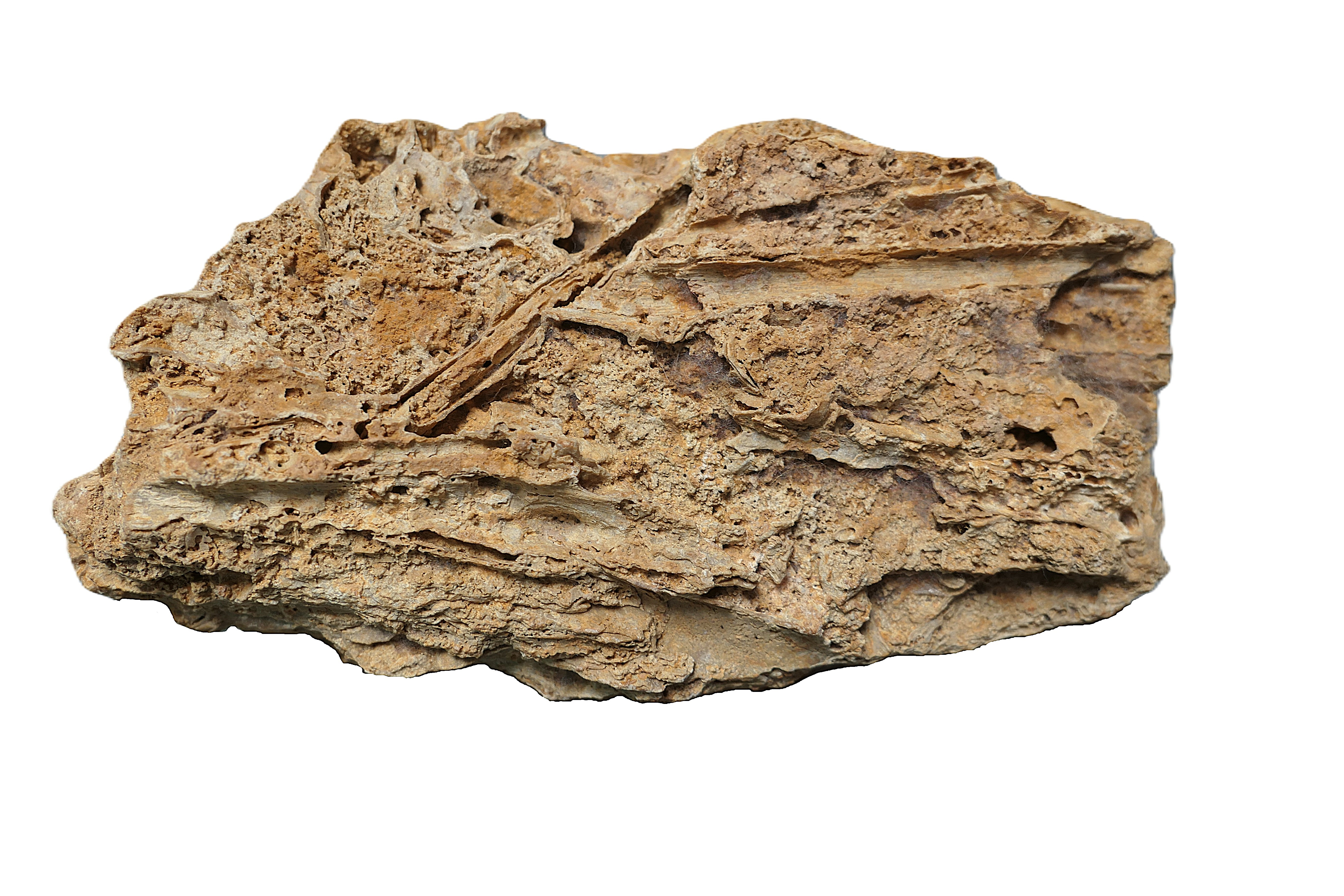
Holstein-zeitliche Pflanzenabdrücke im Cannstatter Travertin.

Unabhängig von lithostratigraphischen Definitionen beschreibt die Palynologie ebenfalls einen Interglazialtyp Holstein. Typisch für Pollenprofile des Holstein-Interglazials ist die Dominanz von Nadelwäldern mit einem zunächst hohen Anteil der Fichte (Picea), später durch hohe Anteil der Tanne (Abies) bereichert. Hinzu kommen anspruchsvolle (heute submediterran verbreitete) Arten, wie Buchsbaum (Buxus), Wein (Vitis) und Flügelnuss (Pterocarya). Die Einwanderungsgeschichte der Vegetationsgemeinschaften unterscheidet sich deutlich von der anderer Warmzeiten, wie dem Eem-Interglazial und dem Holozän.